# Distretto di Lichinga
Il distretto di Lichinga è un distretto del Mozambico, facente parte della Provincia di Niassa.